# Come Over When You're Sober, Pt.1
Come Over When You're Sober, Pt.1 — дебютний студійний альбом, випущений 15 серпня 2017 року американським репером та співаком Lil Peep, а також єдиний альбом, випущений за його життя. Після його смерті альбом посів 38 місце в US Billboard 200.

## Історія
У 2017 році Густав вирішив залишити свій будинок у Лос-Анджелесі. Він думав поїхати у Лонг-Біч, його рідне місто, але натомість поїхав у Лондон, використовуючи своє шведське громадянство. У Лондоні його лейбл, First Access Entertainment, допоміг Піпу облаштувати будинок і власну студію.
Це дало йому можливість вперше співпрацювати з кимось за межами свого найближчого кола. Він почав працювати з Робом Кавалло, а пізніше також і з Astasio. Піп записувався на власний мікрофон, який придбав раніше за $800.
Після виходу Come Over When You're Sober, Pt.1, альбом дебютував лише в Чехії, 22 серпня 2017. Після смерті Густава альбом потрапив до Billboard 200 на 168 місце, і наступного тижня був проданий у кількості 16 тисяч примірників, досягнувши піку на 38 місці.

## Список композицій
| Come Over When You're Sober, Pt. 1 | Come Over When You're Sober, Pt. 1 | Come Over When You're Sober, Pt. 1                                                                            | Come Over When You're Sober, Pt. 1 | Come Over When You're Sober, Pt. 1 |
| #                                  | Назва                              | Автор | Producer(s)                        | Тривалість                         |
| ---------------------------------- | ---------------------------------- | --- | ---------------------------------- | ---------------------------------- |
| 1.                                 | «Benz Truck (гелик)»               | Gustav Åhr Dylan Mullen George Astasio Jason Pebworth Jon Shave Robert Cavallo Juan Alderete de la Peña [ 6 ] | Smokeasac                          | 2:40                               |
| 2.                                 | «Save That Shit»                   | Åhr Mullen Astasio Pebworth Shave Michael Blackburn                                                           | Smokeasac IIVI                     | 3:52                               |
| 3.                                 | «Awful Things» (разом з Lil Tracy) | Åhr Jazz Butler Mullen Astasio Pebworth Shave Blackburn                                                       | Smokeasac IIVI                     | 3:34                               |
| 4.                                 | «U Said»                           | Åhr Astasio Pebworth Shave Mullen                                                                             | Smokeasac IIVI                     | 3:44                               |
| 5.                                 | «Better Off (Dying)»               | Åhr Mullen Astasio Pebworth Shave Blackburn                                                                   | Smokeasac IIVI                     | 2:35                               |
| 6.                                 | «The Brightside»                   | Åhr Mullen Astasio Pebworth Shave Blackburn                                                                   | Smokeasac                          | 3:36                               |
| 7.                                 | «Problems»                         | Åhr Mullen Astasio Pebworth Shave                                                                             | Smokeasac IIVI                     | 3:29                               |
| 23:30                              |                                    | |                                    |                                    |

## Чарти
| Чарт (2017)                                        | Найвища позиція |
| -------------------------------------------------- | --------------- |
| Австрія Austrian Albums (Ö3 Austria)               | 54              |
| Бельгія Belgian Albums (Ultratop Flanders)         | 93              |
| Бельгія Belgian Albums (Ultratop Wallonia)         | 176             |
| Канада Canadian Albums (Billboard)                 | 34              |
| Чехія Czech Albums (ČNS IFPI)                      | 56              |
| Данія Danish Albums (Hitlisten)                    | 32              |
| Нідерланди Dutch Albums (MegaCharts)               | 58              |
| Фінляндія Finnish Albums (Suomen virallinen lista) | 13              |
| Франція French Albums (SNEP)                       | 112             |
| Німеччина German Albums (Offizielle Top 100)       | 82              |
| Italian Albums (FIMI)                              | 100             |
| New Zealand Albums (RMNZ)                          | 19              |
| Норвегія Norwegian Albums (VG-lista)               | 10              |
| Swedish Albums (Sverigetopplistan)                 | 11              |
| Велика Британія UK Albums (OCC)                    | 71              |
| США Billboard 200                                  | 38              |
| США Independent Albums (Billboard)                 | 23              |
| США Top R&B/Hip-Hop Albums (Billboard)             | 16              |

| Чарт (2018)                        | Позиція |
| ---------------------------------- | ------- |
| Swedish Albums (Sverigetopplistan) | 33      |